# 도종이
도종이(都鐘伊, 1941년 8월 17일 ~ )는 대한민국의 정치인이다. 제1·2·3대 부산광역시의원과 제16대 국회의원을 지냈다.

## 학력
- 경남공업고등학교 졸업

### 명예 박사 학위
- 동아대학교 명예 정치학 박사

## 경력
- 전국 새마을금고 연합회 부회장
- 부산광역시 체육회 부회장
- 개금동 새마을금고 이사장
- 민주평통 자문회의 부의장
- 경남공고 총동창 회장
- 개금상록장학회 이사장
- 제14회 아시안게임 조직위 부위원장, 집행위원
- 1·2·3대 부산광역시의회 의원
- 1991.07 ~ 1995.06 제1대 부산광역시의회 전·후반기 부의장
- 1995.07 ~ 1997.04 제2대 부산광역시의회 전·후반기 의장
- 16대 건설교통위원회 위원
- 한나라당 총재 특보, 중소기업지원특위 위원
- 국제경기지원특위 위원
- 한일의원연맹 운영위 부위원장
- 대한민국헌정회 이
- 미래통합당 부산시당 2020 통합 선거책위위원회 명에선거대책위원장
- 국민의힘 제8회 지방선거 부산 선거대책위원회 명예선대위원장

## 역대 선거 결과
|  | 68.2% |

|  | 0% |

|  | 73.98% |

|  | 68.43% |

## 참고 자료
- 도종이 - 대한민국헌정회